# The Best Smooth Jazz... Ever!
The Best Smooth Jazz... Ever! – pierwsza część czteropłytowych albumów kompilacyjnych z serii The Best... Ever!, wydawanych przez wytwórnię EMI.
Składanka ukazała się na rynku 10 maja 2004 roku. Była to pierwsza część serii składanek jazzowych tej wytwórni. Na krążkach znalazły się utwory jazzowe zarówno współczesnych artystów tego gatunku, jak i wykonawców, którzy śpiewali w pierwszej i drugiej połowie XX wieku.
Album w Polsce uzyskał status podwójnej diamentowej płyty.

## Lista utworów
Na czterech płytach znalazły się następujące utwory:

### CD 1
1. Us3 – „Cantaloop”
2. Buddy Rich – „The Beat Goes On”
3. Bobby Womack – „California Dreamin’”
4. José Feliciano/Minnie Riperton – „Light My Fire”
5. Bill Withers – „Ain’t No Sunshine”
6. Cassandra Wilson – „I Can’t Stand the Rain”
7. Louis Armstrong – „We Have All the Time in the World”
8. Julie London – „Fly Me to the Moon”
9. Billy Taylor – „I Wish I Knew How It Would Feel to Be Free”
10. Ronnie Laws – „Always There”
11. Charlie Hunter feat. Norah Jones – „More Than This”
12. St Germain – „Sure Thing”
13. Paul Jackson Jr feat. Earic Dawkins – „Inner City Blues”
14. Earl Klugh – „I Heard It Through the Grapevine”
15. Bobby McFerrin – „Don’t Worry, Be Happy”
16. Nina Simone – „Work Song”
17. Nat King Cole – „Nature Boy”

### CD 2
1. Guru feat. Dee C Lee – „No Time to Play”
2. D’Angelo – „Brown Sugar”
3. Bobbie Gentry – „Son of a Preacher Man”
4. Bob Doroug – „Three Is a Magic Number”
5. St Germain – „Rose Rouge”
6. Shuggie Otis – „Strawberry Letter 23”
7. Nancy Wilson – „Call Me”
8. Donald Byrd – „Just My Imagination (Running Away with Me)”
9. Luther Vandross – „So Amazing”
10. Cassandra Wilson – „Time After Time”
11. Minnie Riperton – „Loving You”
12. Bob Belden – „Sister Moon”
13. Carleen Anderson – „Maybe I’m Amazed”
14. Peggy Lee – „I’m a Woman”
15. Nat King Cole – „Unforgettable”
16. Lou Rawls – „The Girl from Ipanema”
17. Cannonball Adderly – „Sambop”
18. Elsa Soares – „Mas Que Nada”

### CD 3
1. Lou Rawls – „For What It’s Worth”
2. Maze – „Joy and Pain”
3. Timmy Thomas – „Why Can’t We Live Together”
4. The Isley Brothers – „That Lady”
5. Bobbi Humphrey – „You Are the Sunshine of My Life”
6. Marlena Shaw – „Save The Children”
7. Mica Paris – „Stay”
8. Shara Nelson – „Down That Road”
9. Arrested Development – „Everyday People”
10. Doris – „You Never Come Closer”
11. Natalie Cole – „This Will Be” (1991 Remix)
12. Ronnie Laws – „Every Generation”
13. Ronny Jordan feat. Roy Ayers – „Mystic Voyage”
14. Bobby Hutcherson – motyw muzyczny z serialu M*A*S*H
15. Herbie Hancock – „Cantaloupe Island”
16. Cannoball Adderly – „Mercy Mercy”
17. Sarah Vaughan – „’Round Midnight”
18. Ella Fitzgerald – „Misty Blue”

### CD 4
1. Chet Baker – „My Funny Valentine”
2. Patricia Barber – „Use Me” (Live)
3. Shirley Bassey – „Something”
4. Julie London – „Cry Me a River”
5. Peggy Lee – „Here’s That Rainy Day”
6. Duke Ellington i Louis Armstrong – „I’m Just a Lucky So and So”
7. Jimmy Jones Orchestra – „Stormy Weather”
8. Miles Davis i Cannoball Adderly – „Autumn Leaves”
9. Bobby McFerrin – „Thinking About Your Body”
10. Maze feat. Frankie Beverly – „While I’m Alone”
11. Noel Pointer – „Living for the City”
12. Ronnie Foster – „Me & Mrs Jones”
13. Earl Klugh – „Living Inside Your Love”
14. Tina Turner – „I’ve Been Loving You Too Long”
15. Swing Out Sister – „Something Deep Inside”
16. Lou Rawls – „You Made Me So Very Happy”
17. Marlena Shaw – „Woman of the Ghetto”